# カーゴ (映画)
『カーゴ』は、2013年に制作された同名の短編映画をもとに、ヨランダ・ラムケが脚本を担当し、ベン・ハウリングとラムケが監督した2017年のオーストラリアの終末的なホラードラマ映画 。主演は、マーティン・フリーマン、シモン・ランダーズ、アンソニー・ヘイズ、スージー・ポーター、カレン・ピストリアス。2017年10月6日にアデレード映画祭でプレミア上映され、2018年5月17日にオーストラリアの映画館で公開された。2018年5月18日にはオーストラリアを除く全世界でNetflixが配信を開始し、2018年11月16日にオーストラリアのNetflixでも配信された。

## あらすじ
感染すると48時間で人が狂犬病のようになり、血肉を求めるゾンビと化すウイルスが蔓延する世界で、アンディ、ケイ、そして赤ん坊のロージーのローズ家は、オーストラリアの田舎でハウスボートで川を下りながら安全に暮らしていた。食料が不足する中、アンディは放置されたヨットを調べ、様々な物資を回収する。その後、ケイはさらに物資を集めに行くが、中にいた狂暴化した人間に襲われてしまう。一方、アボリジニの少女トゥミは、母親が必死に探している間、感染した父親に野生動物を食べさせたり、閉じ込めておくことで、父親を守ろうとする。
アンディはハウスボートの中で、噛まれたことによる出血を止めようとしているケイを発見する。病院を探すためにハウスボートを出た2人だが、途中で見つけた車を運転中に道路の真ん中にいた男を避けて事故を起こしてしまう。木が刺さった状態のケイを見て、アンディは気を失ってしまう。目を覚ましたアンディは、ロージーを車から降ろす際に、狂暴化したケイに噛まれてしまう。アンディはその男が感染していることに気づき、身を守る準備をする。そこにトゥミが現れ、アンディに父親を傷つけないように思いとどまらせる。
アンディは誰もいない村を見つけ、そこで学校の先生であるエッタと出会い、一晩身を寄せることにする。アンディの怪我の手当てをしながらエッタは、彼女の生徒のほとんどがアボリジニで、近代的な装いを捨てて昔のやり方に戻っていると説明する。自らの発症を考えて、ロージーをエッタに託そうとするアンディであったが、エッタの余命も長くはないと気づく。翌朝、アンディとロージーが出発しようとすると、彼女はトゥミとその両親の写真を見せ、ロージーに第2の人生を与えるために彼らを探しなさいとアンディに告げる。
安全な地である軍事基地を目指して歩き続けるアンディは車を見つけて乗り込もうとするが、足が挟まれ動けなくなっていた車の所有者のヴィックに止められる。アンディは彼を助け、2人でヴィックのシェルターに逃げ込む。そこでアンディはヴィックの妻と思われるロレインに出会う。アンディはロージーをロレインに預け、ヴィックと一緒に出発する。ヴィックは健康な人間を檻の中に閉じ込めて感染者を呼び寄せることで、感染者狩りを行っていた。アンディは閉じ込められた人間=トゥミを見て動揺する。その夜、ロージーを託せる相手が見つかったことでアンディは自殺を図ろうとするが、ロレインがそれを止め、彼が感染していることを知っていること、そして自分がヴィックの妻ではなく、夫を殺した後に監禁されていたことを告白する。ここから逃がしてくれれば、ロージーを育てると約束するも、そこにヴィックが現れ、アンディを気絶させる。アンディは、トゥミと同じ檻の中で目を覚ます。2人は感染者の力を使って檻を開け、その場から脱出することにする。シェルターに戻った2人は、ロレインとロージーと合流する。脱出したアンディたちを怒り狂ったヴィックが銃撃するが、ロレインが自らを盾にして撃ち殺される結果となってしまう。その状況に驚きつつもその場を離れた2人は、岩陰に隠れて、追ってきたヴィックから身を隠すことにする。
翌朝、アンディに「君のお父さんは治らない」と言われたトゥミだったが、感染者となった父を迎えに行く。トゥミは、木の上に横たわって死んでいる父を見つける。次々と感染者を退治し、土地を清め続けるアボリジニたちによる儀式であった。一人にしておけず探しに来たアンディだったが、父親をもとに戻せなかったばかりか亡くしてしまったトゥミの悲しみを慰めきれずにその場を去ってしまう。「間に合わなかったのはアンディたちと一緒にいたせいだ」と責められたからでもあった。父親が眠る木の下で悲しみに暮れるトゥミだったが、ロージーの泣き声が聞こえてきて、アンディと合流する。二人はモーターボートで、以前アンディが家族を見たキャンプ場に行き、彼らが泊まっていたトレーラーを調べる。アンディはロージーを連れて家族を探しに行き、トゥミはトレーラーに残る。その後、アンディは家族の父親に会うも、父親はすでに感染しているようだった。父親はアンディに拳銃を差し出し、家族みんなでずっと一緒にいるために4発の弾丸で心中するつもりだと明かす。父親は計画を実行し、アンディも父親から言われたとおりに残り2発の銃を回収し、自分もロージーと心中しようかと悩む。そこへトゥミが駆けつけ、二人は煙の見える場所、すなわちトゥミの家族のもとへと向かうことにする。
列車のトンネルを抜けたところで、ヴィックに遭遇する。トゥミはロージーと一緒に線路上に停めてある車に身を隠し、アンディはヴィックの気を引こうとする。アンディとヴィックは揉み合い形となり、アンディのリボルバーを手にしたヴィックは、アンディを撃った。車の方に向かい、トゥミを引きずり下ろしたヴィックは、ロレインの死を嘆きながらロージーを抱きかかえていた。彼は涙ながらにロージーを引き渡し、アンディたちは目的地に向かって再び出発する。道中、またしても腐った肉に手を出しそうになったアンディは、自分に残された時間が少ないことを改めて気づかされる。アンディはトゥミにロージーの世話をすることを頼み、口にマウスガードを入れ、手首を縛り、肉を棒に巻いて完全な感染者へと化しても歩き続けることができるように準備をする。
感染者を何人も殺し終えたアボリジニの戦士たちに追いつくと、トゥミは笛で呼びかけることで、母親の注意を引く。トゥミとロージーは感染者となったアンディに背負われていた。アンディは戦士たちに拘束され、その間にトゥミとロージーは歓迎される。クレバーマンは、すぐにもアンディを殺そうとするが、トゥミがケイの香水瓶を取り出してスプレーすると、その香りでアンディは落ち着き、ロージーがようやく安全になったことを認めたようだった。クレバーマンはアンディを苦しみから解放するのだった。
アボリジニの戦士たちが、彼らの避難所となっている集落に移動し、心から歓迎されている光景の中、トゥミと母親がロージーのお腹に「Thank You」の文字が書かれているのを見つける。これは、アボリジニの戦士たちがゾンビから自分たちの匂いを消すために使う白い塗料のことをトゥミから教えてもらったアンディが書いたのだった。

## キャスト
※括弧内は日本語吹替
- アンディ・ローズ - マーティン・フリーマン（森川智之）
- トゥミ - シモン・ランダーズ（水瀬郁）
- ヴィック・カーター - アンソニー・ヘイズ（志村知幸）
- ケイ・ケイン - スージー・ポーター（鷄冠井美智子）
- ロレイン・"レイニー"・キャシディ - カレン・ピストリアス
- ダク、通称"クレバーマン" - ビッド・ガルピリル
- エッタ - クリス・マクアイド
- ウィリー - ブルース・R・カーター
- ジョシー - ナターシャ・ワンガニーン

## 公開
本作は当初、2018年6月8日に公開される予定だった。しかし、その後、2018年5月18日に前倒しされた   。本作は、2017年7月26日に46歳で亡くなったオーストラリアのアボリジニの歌手Geoffrey Gurrumul Yunupinguを偲んで捧げられている。

## 評価
批評家からは、『カーゴ』の感情的な深さとフリーマンの演技が賞賛され、好評を博した。レビュー収集サイトのRotten Tomatoesでは、74件のレビューを基に88％の支持率を獲得し、平均評価は7.17/10となっている。同サイトの批評では、「『カーゴ』は、ゾンビ映画というジャンルの中で、爽やかで個性的なアプローチをとっており、オーストラリアを舞台にしていることと、マーティン・フリーマンの素晴らしい主演としての演技によって、さらに際立っている」と評されている。 Metacriticでは、12人の批評家による加重平均スコアが100点満点中65点で、「おおむね好意的な評価」となっている。
本作は、2009年に公開された『ザ・ロード』へのオマージュ作品であると評されている 。RogerEbert.comのBrian Tallerico氏は、「ジョージ・A・ロメロもこの映画を楽しんだだろう」と肯定的な評価をしている。エンターテインメント・ウィークリー誌のクラーク・コリンズ氏は、本作を「B」と評価し、「オーストラリアを舞台にしたことで、今ではすっかり廃れてしまったこのジャンルに、新鮮で壮大なクオリティをもたらしている」と述べている。一方、ハリウッド・リポーター誌のフランク・シェック氏は、本作を「真面目な作品を求める視聴者や、本物の恐怖を求めるホラーファンを満足させることはできない」と批判したが、フリーマンの「静かに激しい」演技は高く評価した。

### 称賛
| 賞                         | 部門             | 対象者                                                                                       | 結果       |
| -------------------------- | ---------------- | -------------------------------------------------------------------------------------------- | ---------- |
| AACTAアワード（第8回）     | 作品賞           | ラッセル・アッカーマン、クリスティーナ・セイトン、サマンサ・ジェニングス、マーク・パターソン | ノミネート |
| AACTAアワード（第8回）     | 脚色賞           | ヨランダ・ラムケ                                                                             | ノミネート |
| AACTAアワード（第8回）     | 最優秀音響賞     | リアム・イーガン、リア・カッツ、デ・キニーリー、ロバート・サリバン                           | ノミネート |
| AACTAアワード（第8回）     | 最優秀美術賞     | ジョーフォード                                                                               | ノミネート |
| AACTAアワード（第8回）     | 最優秀ヘアメイク | ラリー・ヴァン・ドゥインホーフェン、ビバリー・フリーマン、ヘレン・マゲラキ                   | ノミネート |
| ファンゴリアチェーンソー賞 | 最高の最初の機能 | ベン・ハウリングとヨランダ・ラムケ                                                           | ノミネート |
| ファンゴリアチェーンソー賞 | 助演女優賞       | シモン・ランダーズ                                                                           | ノミネート |